# Суво Поље
Суво Поље или Сухо Поље је насељено мјесто у граду Бијељина, Република Српска, БиХ. Према попису становништва из 2013. у насељу је живјело 1.194 становника.
Овде се налази Манастир Часног крста у Сувом Пољу.

#### Суво или Сухо Поље?
У званичној документацији, а и са историјске тачке гледања, многи мјештани се још и сада сјећају табле на Жељезничкој станици, на којој је писало "Дринско Сухо Поље", а на жигу поште још увијек пише "Бијељинско Сухо Поље". Сухо Поље је важећи назив у свим званичним документима. С друге стране, мјештани када у било којој прилици треба да употријебе придјев који описује да је нешто без присуства воде или влаге, рећи ће сув - сув лист, сув веш, а никада сух. Тако да је у свакодневном разговору, а и комуникацији са окружењем, верзија Суво Поље постала одомаћена.

## Географија

### Основне географске одлике
Село Суво Поље има пет заселака: Глоговац (Глоговчић), Читлук, Доња Махала (мјештани најчешће изговарају Мала, са продуженим акцентом на прво слово А), Средња Махала и Зоовац. На сјеверу граничи са Загонима, на сјевероистоку са Хасамa, на истоку Пучилe, a додирује се и са Глоговцем на југоистоку. Кретајући се ка југу наићи ћемо на Ченгић, Доњу Трнову и Модран. У једном дијелу додирује се и са Атмачићима, a на западу су Равно Поље и Јањари. Oва гранична линија са сусједним селима представља површину Сувог Поља, која износи 27,31 km².

### Рељеф
Суво Поље лежи у равничарском подручју Семберије, које је познато по плодним алувијалним равницама насталим акумулацијом речних наноса. Надморска висина села је релативно ниска, што омогућава развој пољопривреде. Највиша тачка надморске висине налази се у Горњој Мали 165 м/нв.

### Клима
Регија има умерено-континенталну климу, са топлим летима и хладним зимама. Такви климатски услови погодују узгоју различитих пољопривредних култура, попут пшенице, кукуруза, воћа и поврћа.

### Водни ресурси
Средишњим дијелом територије села, у правцу запад-исток протиче ријека Јања (алт. Модран), која се у истоименом насељу код Бијељине улива у ријеку Дрину. Кроз село такође протиче ријечица Дашница (Сувопољска). Недалеко од центра села налази се извор питке воде који мјештани називају Велики Бунар, а на четворомеђи села Суво Поље, Доња Трнова, Ченгић и Модран налази се такође извор питке воде Змајевац.

### Пољопривреда и тло
Тло у Сувом Пољу је изузетно плодно, претежно чернозем, што је идеално за развој пољопривреде. Село је препознатљиво по интензивној пољопривредној производњи и сточарству.

### Саобраћајна повезаност
Кроз Суво Поље пролази магистрални пут I реда нумерације М-I-113 (ранија нумерација М-18), од ентитетске линије, одн. превоја Бањ Брдо до Бијељине, изграђен 1974. године. Овом саобраћајницом село је повезано са центром општине на истоку (удаљен 12 км), и на западу са сусједним општинским центром Угљевиком (удаљена 10,6 км) и градом Тузла (59 км).
Одлуком Владе Републике Српске о допуни одлуке о разврставању јавних путева од 20. јуна.2024. године, дотадашњи локални пут Суво Поље - Доња Трнова проглашен је Регионалним путем другог реда: Р-II-4509. Овај пут је најближа комуникација према граничном прелазу са Републиком Србијом (ГП Шепак - ГП Трбушница) и граду Лозница (удаљеност: 26 км).
Село је добро повезано са Бијељином, што олакшава превоз пољопривредних производа до градских и регионалних тржишта. Постоје локални путеви који омогућавају лако кретање унутар села и околних насеља.

## Јавне услуге
Суво Поље посједује секторску амбуланту у склопу Дома здравља Бијељина, која ради по принципу породичне медицине.
Поште Српске функционишу кроз радну јединицу званичног назива Пошта 76321 Бијељинско Сухо Поље.

## Вјерски објекти
У селу постоје Црква Вазнесења Господњег и Манастир Часног крста.

## Историја

### Праисторија
Простор Сувог Поља је настањен од најстаријих времена. Први трагови живота потичу из средњег и млађег каменог доба (мезолит и неолит, од 5500. до 3200. године прије нове ере). Из тог периода у Сувом Пољу потичу два локалитета. Први припада старчевачкој култури каменог доба, култури названој по насељу Старчево, у близини Панчева, одакле се сматра да је ова култура и кренула. На локалитету су, током обраде земље, пронађене кремене алатке, и мноштво праисторијске керамике. Пронађене алатке су служиле за обраду хране, дрвета и осталих материјала, лов и риболов, паљење ватре, и израду других алата.
Други праисторијски локалитет лоциран у Сувом Пољу припада винчанској култури каменог доба. Винчанска култура је насљедила старчевачку, а назив је добила по насељу у близини Београда, гдје је установљено највеће праисторијско насеље на Балкану, те се претпоставља да се ту налазило средиште Винчанске културе. На комплексу њива под називом "Црквине", установљено је постојање праисторијског објекта, могуће и насеља. Радови сондажног типа започети су 1996.  године иницијативом хаџи Цвијетина Пејчића, мјештанина Сувог Поља, који је, слушајући приче старијих људи о постојању цркве на Црквинама, одлучио да ступи у сарадњу са музејом Семберије и финансира археолошка истраживања. Магистар археолог Мирко Бабић установио је четири слоја сахрањивања. Пронађено је још 28 скелета, праисторијске пећнице и керамика за које је установљено да припадају винчанској култури, и камени остаци највјероватније средњовјековне цркве.
Данас се на Црквинама налази манастир Часног Крста, задужбина хаџи Цвијетина Пејчића и његове супруге хаџи Душанке.

### Римски период
Септембра 2024. године, близу старог корита ријеке Јање, на њиви под називом "Кућерине", пронађена је бронзана копча за одјећу. По мишљењу кустоса Мирка Бабића из музеја Семберије копча највјероватније потиче из римског периода. Ово је значајно откриће, које нам доказује да је континуитет живота током различитих историјских периода, почевши од праисторије, преко антике и средњег вијека, па до данашњих дана, присутан у Сувом Пољу. На околним њивама, па и овој, пронађена је и керамика, али до сада нису пронађени никакви конректни предмети, на примјер новчићи, помоћу којих би се могла утврдити тачна старост локалитета.

### Средњи вијек
На горе споменутом локалитету "Црквине", археолошким истраживањем утврђено је постојање цркве из средњег вијека.
Током археолошког истраживања на наведеном локалитету,  у земљи је уочен отисак камена којег је мјештанин Сувог Поља Цвјетко Обреновић изорао 1947. године и уградио у темељ куће коју је тада правио. Поред овог отиска, са лијеве стране оцртавао се још један сличан отисак на удаљености од 3,5m. На основу тих отисака закључује се да они припадају темељима цркве која је некада ту била. На основу пронађених скелета, њих 28, кустос Мирко Бабић тврди да су поједини скелети стари и преко 400 година. Вјерује се да су Срби овог краја, у ишчекивању најезде Турака (од 1463. до 1521.) око цркве груписали гробове, да би тако сачували цркву, јер су знали да су тада (а и данас) Турци зазирали од српских гробова и крстова. Скелети су били сахрањени са главама окренутим ка западу, ногама према истоку и рукама прекрштеним на грудима. Та чињеница недвосмислено говори да су ту сахрањени православни Срби. На дубини од око 2 метра пронађен је аустријски новчић (крајцер) из 1816. године. Он није био у близини неког скелета, па пошто је новијег датума претпоставља се да је током копања пао са горњег слоја земље. Један скелет био је посебно издвојен од осталих тако што су изнад њега биле постављене двије даске, односно њихови готово угљенисани остаци. Чинило се да су по дужини биле наслоњене једна на другу и да су прекривале покојника. Овај скелет био је дуг само 120 cm, што значи да је припадао некоме изузетно ниског раста, или врло вјероватније дјетету. Према остацима сада утврђеног положаја цркве, са њене сјеверне стране, на око 2m од темеља пронађен је овај скелет. Олтар цркве је наравно био окренут према истоку, а улаз према западу. На излазу из цркве са десне, сјеверне стране, на удаљености од 4m, откривена су на простору око 4х4 метра укупно 7 скелета. Ових седам скелета били су сахрањени један изнад другог, тако да се пола тијела једног упокојеног наслања на половину другог сахрањеног, и то у слојевима на висини од 20 cm. То нам говори да нису сви сахрањени у исто вријеме. Код најдубље сахрањених кости су биле сасвим мекане, а што су кости плиће сахрањиване, утолико су биле тврђе. Најплиће пронађени су били сахрањени на дубини од око 30 cm. Најдубље закопани скелети нађени су на дубини од око 1,20m. Један од најплиће сахрањених скелета пронађен је на 30 cm испод земље. Према дужини костију стечен је утисак да се радило о покојнику који је био висок преко 2m. Његов скелет био је оивичен камењем пречника између 15 и 20 cm. Радници који су учествовали у ископавањима били су мишљења да се ради о човјеку кога су због неке његове врлине, његови насљедници на овакав начин издвојили од осталих. Један од присутних је рекао да се можда ради о Богоугодном човјеку, кога су издвајањем од осталих, његови ближњи посебно обиљежили.
Током обављања радова на уређењу манастирске порте, 2019. године, током копања наишло се на камени дио са уклесаним крстом, који нам само још једном доказује на постојање цркве.

### Модерно доба
Након Другог свјетског рата, у поратним годинама у Сувом Пољу дјеловао је Дом за ратну сирочад "Дико Лопандић". 1954. године Дом је пресељен у Бијељину.
Пруга кроз село је изграђена 1917. године (Бијељина - Угљевик), а у селу је постојала жељезничка станица Дринско Сухо Поље. Пруга је накнадно добила крак према Мезграји.  Године 1967. укинут је крак према Угљевику а 1979. укинут је крак и према Мезграји. 

## Становништво
| Националност       | 1991.          | 1981.          | 1971.          |
| Срби               | 1.443 (96,00%) | 1.565 (98,24%) | 1.599 (98,76%) |
| Хрвати             | 2 (0,13%)      | 4 (0,25%)      | 8 (0,49%)      |
| Муслимани          | 0              | 1 (0,06%)      | 10 (0,61%)     |
| Југословени        | 40 (2,66%)     | 13 (0,81%)     | 0              |
| остали и непознато | 18 (1,19%)     | 10 (0,62%)     | 2 (0,12%)      |
| Укупно             | 1.503          | 1.593          | 1.619          |

| Демографија | Демографија | Демографија |
| Година      | Становника  | Становника  |
| ----------- | ----------- | ----------- |
| 1948.       | 1.300       |             |
| 1953.       | 1.506       |             |
| 1961.       | 1.626       |             |
| 1971.       | 1.619       |             |
| 1981.       | 1.593       |             |
| 1991.       | 1.499       |             |